# 为国而歌
《为国而歌》（英語：Voice of the Nation）是2019年10月18日在中国大陆上映的剧情片，导演和编剧是青山，主演是王雷、古力娜扎、李宗翰、海一天。讲述了音乐家聂耳在中国抗日战争中谱写《义勇军进行曲》的故事。

## 演出
- 王雷 出演 聂耳
- 古力娜扎 出演 袁春晖
- 李宗翰 出演 田汉
- 海一天 出演 张润武
- 史可 出演 聂母
- 丁海峰 出演 金焰
- 宋佳伦 出演 李国柱
- 矢野浩二 出演 日本军官
- 常戎 出演 龙云
- 于荣光 出演 戴安澜
- 白红标 出演 岩大喜
- 吴楠 出演 王二宝
- 杨钧丞 出演 大牛
- 吕良伟 出演 蔡楚生
- 苇青 出演 逃难老太太
- 刘威 出演 团长
- 马丽兹 出演 团长太太
- 赵世立 出演 王柏龄
- 胡洪宇 出演 兵娃子
- 付熙童 出演 小毛头
- 郝汉 出演 小柱子
- 寇振海 出演 鲁迅
- 张帆 出演 艾思奇
- 施南 出演 袁令晖
- 王培杰 出演 夏衍
- 杨叙辰 出演 黎莉莉
- 韩朴俊 出演 丁凯
- 刘美希 出演 吴澄
- 孙苏雅 出演 白丽珠
- 周晓璇 出演 赵琼仙
- 刘文凤 出演 宋庆龄
- 王今心 出演 聂叙伦
- 黄柏钧 出演 刘良模
- 辛雨锡 出演 阮玲玉
- 杨迪 出演 岩二喜
- 英泽 出演 王人美
- 魏嘉镁 出演 周璇
- 王泽霖 出演 张庚侯
- 徐小刚 出演 学生军教官
- 金鑫 出演 黎锦晖
- 崔月 出演 聂慧茹
- 王亚楠 出演 楠子
- 李季 出演 西装男
- 罗伯特·克耐普 出演 多恩
- 安德烈·拉泽夫 出演 普杜什卡

## 上映
2019年10月18日，《为国而歌》在中国大陆上映。
豆瓣评分4.9分。

## 外部连接
- 豆瓣电影上《为国而歌》的資料 （简体中文）
- 时光网上《为国而歌》的資料（简体中文）
- 互联网电影数据库（IMDb）上《为国而歌》的资料（英文）